# Хеймдал
Хеймдал (на нордически: Heimdallr, етимологията на името все още не е напълно изяснена) е бог от рода на асите в скандинавската митология, смятан е за син (вероятно доведен) на Один. Според преданията е син на „девет сестри“, „дете на девет майки“ – смята се, че това са деветте дъщери – морски божества (вълни) на великана Егир.

## Митология
Хеймдал е стражът на боговете аси. Той пази Асгард от домогванията на великаните-йотуни и от всички, които биха причинили зло на асите. Жилището му Химинбьорг („Небесна планина“) се намира край моста-дъга Биврост, който е връзка между Асгард и останалите светове и той го охранява денонощно. Хеймдал никога не спи – той не се нуждае от сън, – а зрението и слухът му са толкова силни, че денем и нощем вижда на сто мили и чува как растат тревата и вълната на овцете. Според Старата Еда слухът (по други тълкувания – чудодейният му рог) на Хеймдал е скрит под корените на ясена Югдрасил, световното дърво в скандинавската митология.
Хеймдал е назоваван „Светлейшият ас“ (на нордически: Hvítastr-Ása, буквално „най-белият от асите“); наричан е още и „Белият бог“. Известен е и с имената Виндхлер (Vindhlér, букв. „Убежище от вятъра“, „Предпазващ от вятър“), Халинскиди (Hallinskíði, „огънат прът“) и Гулинтани (Gullintanni, „златнозъб“, „със златни зъби“). Последното име може да се отнесе към жълтото оцветяване на зъбите на старите овни, още повече, че в скандинавските кенинги (иносказания) Хеймдал е наричан „Овен“. Освен това в кенингите мечът се нарича „глава на Хеймдал“, а главата – „меч на Хеймдал“.
Хеймдал е притежател на коня Гултоп (Gulltoppr, „златна грива“) и на чудодейния рог Гялархорн, чийто зов се чува във всяко кътче от деветте свята в скандинавската митология. Според предсказанията, когато настъпи Рагнарьок, Хеймдал ще възвести началото му с Гялархорн и с него ще призове божественото войнство на война с великаните и демоните. Според предсказанията на норните, в последвалата битка Хеймдал и Локи ще се убият взаимно.
Той има сестра на име Сив (Sif).